# Svatopluk Karásek

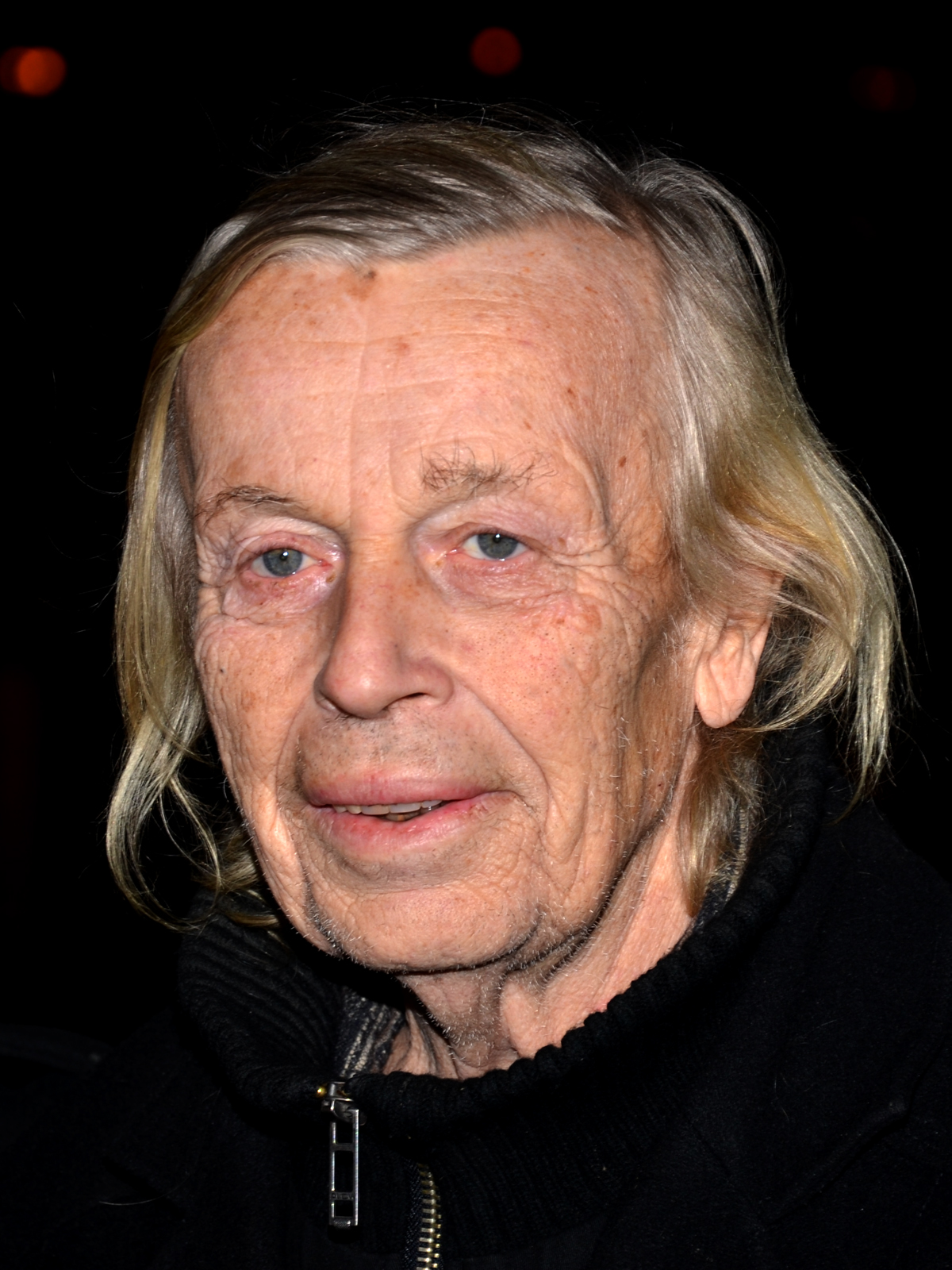
Svatopluk Karásek (2015)

Svatopluk Karásek (* 18. Oktober 1942 in Prag; † 20. Dezember 2020 ebenda) war ein tschechischer evangelischer Pfarrer, Liedermacher und Politiker. Der Theologe und stellvertretende Vorsitzende der Freiheitsunion (US-DEU) wurde von der Regierung im Jahre 2004 zum Menschenrechtsbeauftragten ernannt.

## Leben
Nach dem Abitur 1961 und dem Wehrdienst arbeitete er ab 1963 in den Bergwerken in Kladno. 1964 begann er mit dem Studium an der Evangelischen Theologischen Fakultät der Karls-Universität in Prag, das er 1968 erfolgreich beendete. Danach war Karásek bis zum Widerruf der Erlaubnis der theologischen Tätigkeit 1973 als Pfarrer tätig. Bis 1976 durfte er als Burgkastellan weiterarbeiten. Etwa seit 1973 begann er sich in der Untergrundmusik zu engagieren und trat in den Folgejahren auf einigen Festivals auf. 1976 wurde er gemeinsam mit der Rockgruppe The Plastic People of the Universe zu acht Monaten Gefängnis verurteilt. 1977 unterschrieb er die Charta 77 und durfte danach nicht mehr öffentlich auftreten. 
1980 emigrierte er nach Österreich und ging weiter in die Schweiz, wo er bis 1997 als Pfarrer tätig war. 1990 begann er auch wieder in Böhmen (Nové Město pod Smrkem) zu predigen und erhielt daraufhin 1997 eine Pfarrei in Prag. 2001 wurde er in den Rat des Tschechischen Fernsehens berufen, verließ den Rat nach internen Auseinandersetzungen am 30. Oktober 2001 wieder. 
2002 wurde Karásek in das Abgeordnetenhaus gewählt und 2004 zum Menschenrechtsbeauftragten ernannt. Danach trat er auch immer noch mit seiner Rockband Pozdravpánbu (deutsch ‚Grüßgott‘) auf.

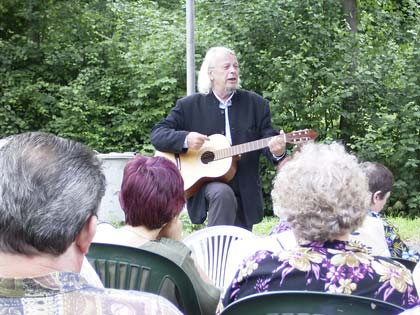
Svatopluk Karásek (2003)

## Werke

### Literarische Werke
- Staré věci (Alte Sachen), 1975 Gedichte
- Protestor znamená vyznávám (Protestor bedeutet ich bekenne), 1992
- Víno tvé výborné (Dein ausgezeichneter Wein), 1998

### Musikwerke
Karásek lässt sich in die Kategorie tschechischer Folksänger einordnen. Er schrieb Glaubens- und Spiritualtexte.
- Say No To The Devil, 1978 Schweden
- Už jsi řek Ďáblovi ne? (Hast du schon dem Teufel nein g’sagt?), 1990

### In deutscher Sprache publiziert
- Der durchnässte Pfarrer: Ein fröhlich-ernster Lebenslauf Prag–Zürich retour. 2000, ISBN 3857100397
- Verlacht diese Hoffnungslosigkeit! Zürich, 2007, ISBN 978-3-290-17429-3

## Mitgliedschaften
- Obec spisovatelů (Tschechischer Schriftstellerverband)